# Jur Modo jezik
Jur Modo jezik (jur, modo; ISO 639-3: bex), nilsko-saharski jezik centralnosudanske skupine, kojim govori 100 000 ljudi (2004 SIL) u području oko grada Mvolo i na rijeci Naam (Olo). Južni Sudan.
Ima nekoliko dijalekata: lori, modo (jur modo, modo lali), wira i wetu. Koristi se u svim domenama, usmenim i pismenim, administraciji i trgovini. Uči se u osnovnim školama. 
S još pet drugih jezika čini podskupinu morokodo-beli, dio šire skupine bongo-baka.

## Vanjske poveznice
- Ethnologue (14th)
- Ethnologue (15th)